# Ухловица (село)
Ухловица е село в Южна България. То се намира в община Смолян, област Смолян.

## География
Село Ухловица се намира в планински район.

## Забележителности
Близо до селото е прочутата пещера в Смолянския край – пещерата „Ухловица“. До входа на пещерата се изкачва стръмен път, който продължава и с железни стълби, забити в стръмната скала. Откъм площадката на пещерата се открива чудна гледка и към граничните височини на Гръцките Родопи.